# Манпура
Манпу́ра (бенг. মনপুরা, англ. Manpura) — город на юге Бангладеш, административный центр одноимённого подокруга. Площадь города равна 3,95 км². По данным переписи 2001 года, в городе проживало 2294 человека, из которых мужчины составляли 54,14 %, женщины — соответственно 45,86 %. Плотность населения равнялась 581 чел. на 1 км². Уровень грамотности населения составлял 28,1 % (при среднем по Бангладеш показателе 43,1 %). 